# Фрідріх Єкельн
Фрідріх Єкельн (нім. Friedrich Jeckeln; 2 лютого 1895, Горнберг — 3 лютого 1946, Рига) — німецький офіцер Ваффен-СС і Поліції, обергруппенфюрер СС і генерал Ваффен-СС і поліції, кавалер Лицарського хреста Залізного хреста з Дубовим листям.

## Ранні роки
Фрідріх Єкельн народився 2 лютого 1895 року в місті Горнберг у родині промисловця. 1 жовтня 1913 року вступив в армію. Був учасником Першої світової війни. За бойові заслуги нагороджений Залізним хрестом 2-го класу. Демобілізований у 1919 році.
1 жовтня 1929 року Єкельн вступив у НСДАП (партійний квиток № 163 348), співробітник політичної організації НСДАП. 15 березня 1930 року Фрідріх вступив в СС (службове посвідчення № 4 367) штурмбаннфюрером, служив у загоні СС в Ганновері. У 1932 році обраний депутатом Рейхстагу від Східного Ганновера.
При введенні посад вищих керівників СС і поліції 28 червня 1938 року одержав цей пост в області «Центр» (Ганновер), що об'єднувала територію XI військового округу.

## Друга світова війна
У травні 1940 року був призначений командиром 1-го батальйону 2-го піхотного полку СС «Тотенкопф» у складі моторизованої дивізії СС «Тотенкопф». Фрідріх Єкельн узяв участь у Французькій кампанії і в боях на Східному фронті.
З 23 червня 1941 року був вищим керівником СС і поліції на Півдні Росії. Один з організаторів масового терору в Україні (в тому числі масових вбивств у Бабиному Яру (Київ), Рівному та Дніпропетровську). У серпні 1941 доповів про знищення 44 125 євреїв.
З 1 жовтня 1941 був вищим керівником СС і поліції на Півночі Росії (зі штаб-квартирою в Ризі), з 12 грудня 1941 року також і командиром оберабшніта СС «Остланд». Один з організаторів терору, масових вбивств місцевого населення, депортацій на території Литви, Латвії, Естонії та частини Білорусі.
Користуючись підтримкою місцевих націоналістів, керував широкомасштабним знищенням євреїв у країнах Балтії. Очолив керівництво антипартизанськими операціями, сформувавши бойову групу «Єкельн». У міру наближення фронту до території Балтії бойову групу «Єкельн» почали використовувати для «затикання дірок на фронті».
У червні — липні 1944 року командував VI ваффен-армійським корпусом СС (латиським). 1 березня 1945 року призначений командиром V добровольчого гірського корпусу СС, на чолі якого брав участь у боях у Східній Пруссії і обороні Берліна. 2 травня 1945 року був узятий у полон у Берліні радянськими військами.

## Життя після війни
На Ризькому процесі за воєнні злочини засуджений військовим трибуналом Прибалтійського військового округу до смертної кари. Повішений 3 лютого 1946 року в Ризі.

## Звання
- Анвертер СС (1 грудня 1930)
- Манн СС (5 січня 1931)
- Штурмбанфюрер СС (31 березня 1931)
- Штандартенфюрер СС (22 червня 1931)
- Оберфюрер СС (20 вересня 1931)
- Группенфюрер СС (4 лютого 1933)

- Обергруппенфюрер СС (13 вересня 1936)
- Генерал Поліції (1 квітня 1941)
- Генерал Ваффен-СС (1 липня 1944)

## Нагороди

### Перша світова війна
- Залізний хрест 2-го класу
- Медаль Військових заслуг Карла-Фрідріха
- Почесний хрест князівського ордена дому Гогенцоллернів
- Почесна згадка у газеті Німецької імперської армії
- Нагрудний знак військового пілота (Пруссія)
- Нагрудний знак «За поранення» в чорному

### Міжвоєнний період
- Знак учасника зльоту СА в Брауншвейзі 1931
- Цивільний знак СС (№1 981)
- Почесний кут старих бійців (1934)
- Почесний хрест ветерана війни з мечами
- Йольський свічник (16 грудня 1935)
- Кільце «Мертва голова» (1 грудня 1937)
- Почесна шпага рейхсфюрера СС (1 грудня 1937)
- Почесний кинджал СС
- Спортивний знак СА в бронзі
- Золотий партійний знак НСДАП (30 січня 1939)
- Медаль «У пам'ять 13 березня 1938 року»
- Медаль «У пам'ять 1 жовтня 1938»

### Друга світова війна
- Хрест Воєнних заслуг
  - 2-го класу з мечами (28 вересня 1940)
  - 1-го класу з мечами (27 січня 1942)
- Застібка до Залізного хреста 2-го класу (жовтень 1941)
- Залізний хрест 1-го класу (12 травня 1942)
- Медаль «За зимову кампанію на Сході 1941/42» (29 червня 1942)
- Знак «За поранення» в сріблі (27 червня 1942)
- Німецький хрест в золоті (19 грудня 1943) як обергруппенфюрер СС і генерал Поліції і командир бойової групи «Єкельн»;
- Лицарський хрест Залізного хреста з Дубовим листям
  - Лицарський хрест (27 серпня 1944) як обергруппенфюрер СС і генерал Ваффен-СС і Поліції і командир бойової групи «Єкельн»;
  - Дубове листя (№ 802) (8 березня 1945) як обергруппенфюрер СС і генерал Ваффен-СС і Поліції і командувач V добровольчого гірського корпусу СС.
- Знак гау (Баден)
- Медаль «За вислугу років в НСДАП» в сріблі та бронзі (15 років)
- Медаль «За вислугу років у СС» 4-го, 3-го і 2-го ступеня (12 років)
- Медаль «За вислугу років у поліції» 3-го класу

## Галерея

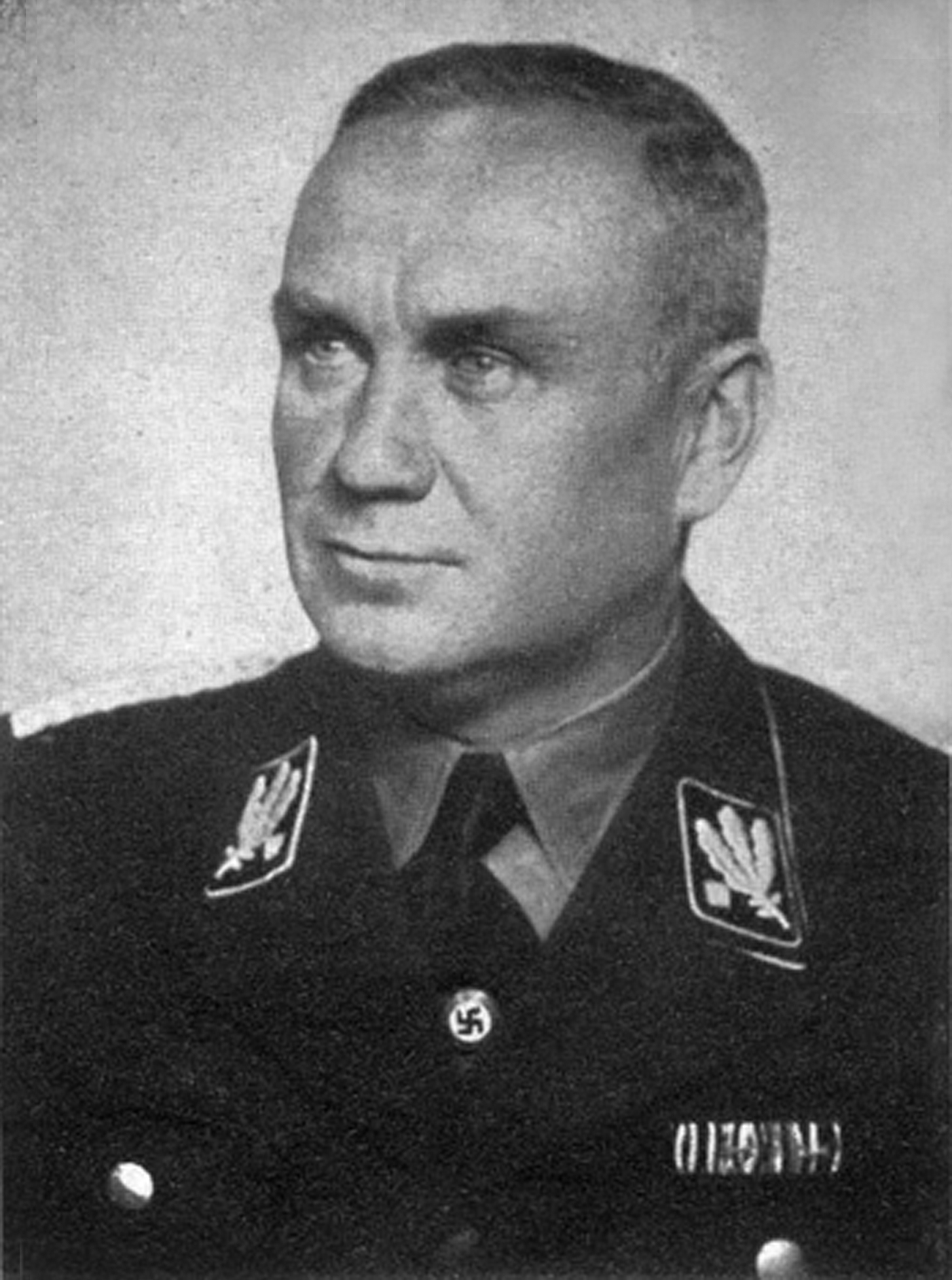
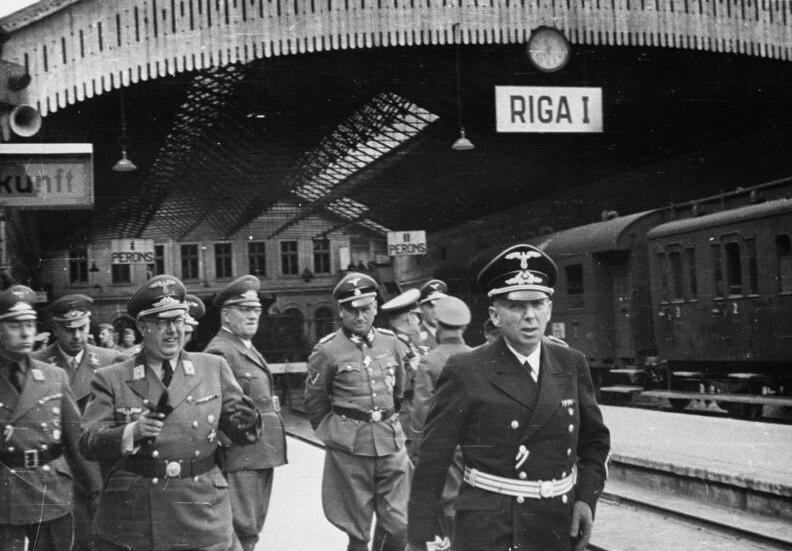
Єкельн (5-й зліва) разом з рейхскомісаром Остланду Генріхом Лозе та групою офіцерів на Ризькому вокзалі
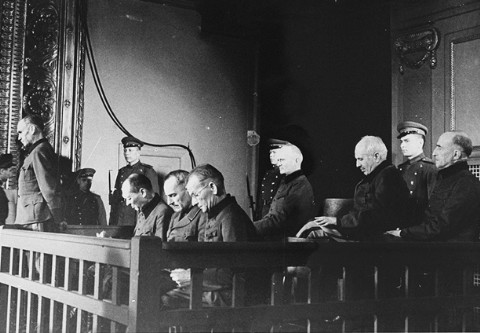
Єкельн (стоїть зліва) під час судового процесу в Ризі, 1946
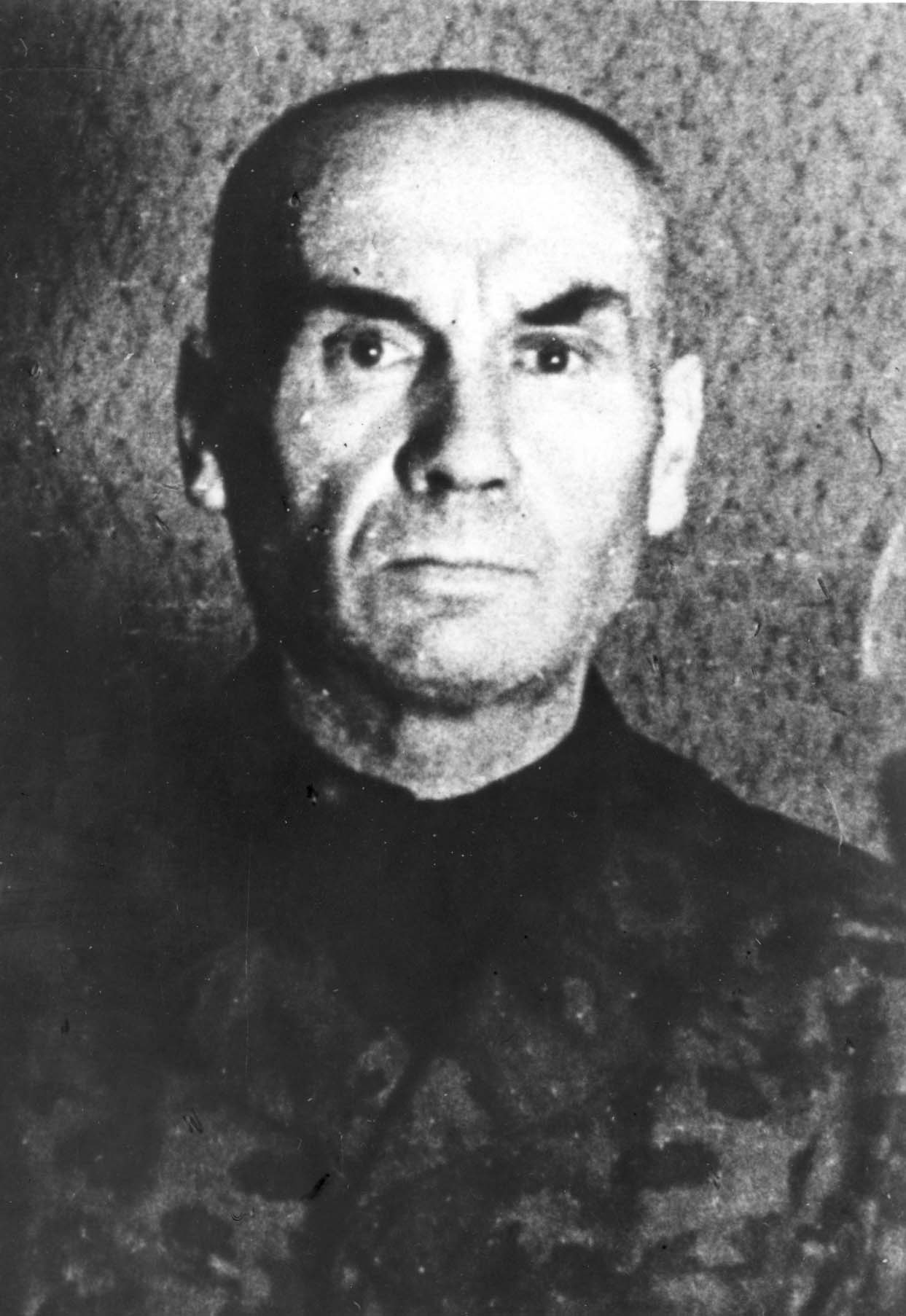
Єкельн у радянському полоні